# بیگل ۶۵۶

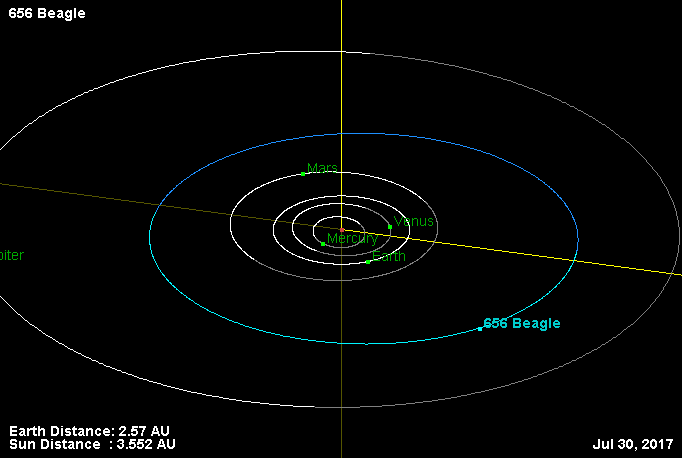
نمایی از محل قرارگیری سیارک بیگل ۶۵۶ در مدار – ۲۰۱۷

سیارک ۶۵۶ (به انگلیسی: 656 Beagle، نامگذاری:1908BU) ششصد و پنجاه و ششمین سیارک کشف شده‌است که در ۲۲ ژانویه ۱۹۰۸ و در هایدلبرگ کشف شد.
قدر مطلق سیارک برابر ۱۰٫۰۰ است.